# 許庭光
许庭光（1469年—1525年），字本谦，河南河阴县（今屬滎陽市）人。明朝政治人物。

## 生平
河南鄉試第三名舉人，弘治十二年（1499年）己未科會試第二百七十六名，二甲第十一名进士，歷官光禄寺丞，正德九年（1514年）二月升江西按察司副使，十月改驻饒州，十二年二月升應天府府丞，十四年七月升都察院右佥都御史、巡视浙江兼南直隶徽州等处地方，十六年五月提督漕运，七月改巡抚四川，嘉靖二年（1523年），因被巡按四川御史杨材、兵科给事中张原弹劾“贪暴殃民”，罢官回鄉。嘉靖四年（1525年）九月，被盜賊所殺。

## 家族
曾祖許祥。祖許敦，州判官。父許慶。母韓氏。重庆下。弟庭槐、庭桂。